# دربند إسفجير
دربند إسفجير (بالفارسية: دربنداسفجیر) هي مستوطنة تقع في Khabushan District في إيران. يقدر عدد سكانها بـ 214 نسمة .